# Le Soir
Le Soir (z fr. „Wieczór”) – belgijski dziennik wydawany w języku francuskim o orientacji socjaldemokratycznej. Istnieje od 1887. Długoletnim dziennikarzem tej gazety był Leopold Unger, a szefem działu zagranicznego Jerzy Kuczkiewicz.

## Le Soir volé
Pod okupacją niemiecką od 1940 ukazywał się kolaboracyjny dziennik Le Soir nazywany  Le Soir volé, czyli kradziony.